# Belle's
Belle's est une série télévisée américaine en six épisodes de 22 minutes créée par Ed. Weinberger et Miguel Núñez, diffusée entre le 1er février 2013 et le 1er avril 2013 sur TV One.
Cette série est inédite dans tous les pays francophones.

## Distribution
- Keith David : Big Bill Cooper
- Elise Neal : Jil Cooper
- Tami Roman : Loreta Cooper
- Ella Joyce (en) : Gladys Crawford
- Miguel A. Núñez, Jr. : Maurice Cooper
- Nadja Alaya : Pam

## Épisodes
1. One Big Happy Family
2. Birthday Party
3. The Intervention
4. Whole Hog
5. True Love
6. Runaway Bride